# Albert von Mensdorff-Pouilly-Dietrichstein
Pour les articles homonymes, voir Famille de Mensdorff-Pouilly, Famille de Dietrichstein et Dietrichstein (homonymie).
Albert (Viktor Julius Joseph Michael), comte de Mensdorff-Pouilly-Dietrichstein (né le 5 septembre 1861 à Lemberg - mort le 15 juin 1945 à Vienne) fut un diplomate austro-hongrois qui joua un rôle diplomatique important avant et pendant la Première Guerre mondiale. 

## Biographie
Il fut le deuxième fils du comte Alexandre de Mensdorff-Pouilly, un diplomate et homme politique austro-hongrois, et de sa femme Alexandrine (née comtesse de Dietrichstein-Proskau et Leslie). Cette famille noble de Lorraine, qui avait émigré sous la Révolution en 1790, augmenta son patronyme de Mensdorff et fut élevée en 1818 à la dignité de comtes de l'empire d'Autriche. 
Le comte de Mensdorff-Pouilly-Dietrichstein fut admis au service diplomatique en 1884 et il fut nommé attaché à l'ambassade à Paris en 1886, puis transféré à celle à Londres en 1889. Le 6 mai 1904, il présenta ses lettres à S.M. le roi Édouard VII comme ambassadeur de la double-monarchie et y resta jusqu'à la déclaration de guerre le 13 août 1914. 
Grâce à ses connexions familiales à la cour britannique (son grand-père le comte Emmanuel de Mensdorff-Pouilly fut marié avec la tante de la reine Victoria), son amitié avec Édouard VII et son successeur George V et sa popularité dans les cercles aristocratiques à Londres, il joua un rôle important et sut contribuer à l'établissement des relations diplomatiques amicales entre l'Autriche-Hongrie et le Royaume-Uni avant la guerre. 
Lors des négociations pendant la crise de juillet, il soutint toute tentative à éviter le conflit et envoya des télégrammes à Vienne qui avertirent du désastre imminent. 
Lors de la Première Guerre mondiale, le comte Mensdorff-Pouilly-Dietrichstein se fit confier certaines missions diplomatiques, dont la rencontre avec le général Smuts à Genève, Suisse en décembre 1917, qui fut un échec, tout comme les négociations avec la Triple-Entente dans les derniers jours de la monarchie des Habsbourg-Lorraine. Jugé trop anglophile, il fut rejeté par Berlin comme successeur au comte Czernin comme ministre des Affaires étrangères en 1918.
Même si le comte de Mensdorff-Pouilly-Dietrichstein se retire du service actif en 1919, il représenta la république d'Autriche à l'occasion de son inclusion dans la Société des Nations fin 1920. Il négocia les protocoles de Genève en 1922 concernant un prêt pour la reconstruction économique et financière de l'Autriche.